# Genie Music Awards
```
Genie Music Awards
 là một lễ trao giải âm nhạc lớn được tổ chức hàng năm tại 
Hàn Quốc
 và được tổ chức bởi 
Genie Music
 cùng với mạng lưới đối tác của họ.
[
1
]
```

## Hình thức
| Phiên bản | Ngày                     | Địa điểm                            | Thành phố | Quốc gia | Tham chiếu |
| --------- | ------------------------ | ----------------------------------- | --------- | -------- | ---------- |
| 1         | Ngày 6 tháng 11 năm 2018 | Namdong Gymnasium                   | Incheon   | Hàn Quốc | [ 2 ]      |
| 2         | Ngày 1 tháng 8 năm 2019  | Nhà thi đấu Thể dục dụng cụ Olympic | Seoul     | Hàn Quốc | [ 3 ]      |
| 3         | Ngày 1 tháng 12 năm 2020 | Online                              | Online    | Online   |            |
| 4         | Ngày 8 tháng 11 năm 2022 | Namdong Gymnasium                   | Incheon   | Hàn Quốc |            |

## Tiêu chí đánh giá

### MGA 2018
|  | Giải thưởng chính (Daesang) |

| Artist of the Year              | 30%  | 30% | 20% | 20% |  |  |  |
| Song of the Year                | 20%  | 40% | 20% | 20% |  |  |  |
| Best Selling Artist of the Year | 10%  | 50% | 20% | 20% |  |  |  |
| Digital Album of the Year       | 10%  | 50% | 20% | 20% |  |  |  |
| Giải thưởng hạng mục nghệ sĩ *  | 30%  | 30% | 20% | 20% |  |  |  |
| Giải thưởng thể loại bài hát ** | 20%  | 40% | 20% | 20% |  |  |  |
| Giải thưởng đặc biệt ***        | 100% | -   | -   | -   |  |  |  |
|                                 |      |     |     |     |  |  |  |

### MGMA 2019
|  | Giải thưởng chính (Daesang) |

| The Top Artist | 20%  | 20%  | 20% | 30% | 10% |
| The Top Music | –    | 100% | –   | –   | –   |
| The Top Best Selling Artist | –    | 100% | –   | –   | –   |
| M2 Top Video | –    | 100% | –   | –   | –   |
| Music Awards* | 30%  | 30%  | 20% | 20% | –   |
| Special Awards** | 100% | –    | –   | –   | –   |
| *The Male Group, The Female Group, The Male Solo Artist, The Female Solo Artist, The Male New Artist, The Female New Artist, The Performing Artist Male, The Performing Artist Female, The Vocal Artist, The Band **Genie Music Popularity Award, Global Popularity Award |      |      |     |     |     |

## Giải thưởng Daesang (Giải thưởng lớn)

### Best Artist of the Year / The Top Artist
| Năm  | Người chiến thắng |
| ---- | ----------------- |
| 2018 | BTS               |
| 2019 | BTS               |
| 2020 | Lim Young-woong   |
| 2022 | NCT Dream         |

### Best Digital Album of the Year
| Năm  | Người chiến thắng | Album                 |
| ---- | ----------------- | --------------------- |
| 2018 | BTS               | Love Yourself: Answer |

### Best Song of the Year / The Top Music
| Năm  | Người chiến thắng | Bài hát               |
| ---- | ----------------- | --------------------- |
| 2018 | Wanna One         | "Beautiful"           |
| 2019 | Paul Kim          | "Me After You"        |
| 2020 | Zico              | "Any Song"            |
| 2022 | Lim Young-woong   | "Our Blues, Our Life" |

### Best Selling Artist of the Year  / The Top Best Selling Artist
| Năm  | Người chiến thắng |
| ---- | ----------------- |
| 2018 | Twice             |

### M2 Top Video
| Năm  | Người chiến thắng |
| ---- | ----------------- |
| 2019 | BTS               |

## Giải thưởng hạng mục nghệ sĩ

### Best Group
| Năm  | Người chiến thắng | Người chiến thắng |
| Năm  | Nam               | Nữ                |
| ---- | ----------------- | ----------------- |
| 2018 | BTS               | Twice             |
| 2019 | BTS               | Twice             |
| 2022 | BTS               | (G)I-dle          |

### Best Solo Artist
| Năm  | Người chiến thắng | Người chiến thắng |
| Năm  | Nam               | Nữ                |
| ---- | ----------------- | ----------------- |
| 2018 | Jung Seung-hwan   | Kim Chung-ha      |
| 2019 | Paul Kim          | Kim Chung-ha      |
| 2022 | Lim Young-woong   | Taeyeon           |

### Best New Artist
| Năm  | Người chiến thắng   | Người chiến thắng |
| Năm  | Nam                 | Nữ                |
| ---- | ------------------- | ----------------- |
| 2018 | Stray Kids          | (G)I-dle          |
| 2019 | Tomorrow X Together | Itzy              |
| 2022 | Tempest             | Ive               |

### Discovery of the Year
| Năm  | Người chiến thắng |
| ---- | ----------------- |
| 2018 |                   |

## Giải thưởng thể loại bài hát

### Best Dance Performance / The Performing Artist
| Năm  | Người chiến thắng | Người chiến thắng | Bài hát          |
| ---- | ----------------- | ----------------- | ---------------- |
| 2018 | Nam               | BTS               | "Idol"           |
| 2018 | Nữ                | Momoland          | " Bboom Bboom "  |
| 2019 | Nam               | BTS               | "Boy With Luv"   |
| 2019 | Nữ                | Iz*One            | "Violeta"        |
| 2020 | Overall           | BTS               | "Dynamite"       |
| 2022 | Nam               | The Boyz          | "Whisper"        |
| 2022 | Nữ                | Red Velvet        | "Feel My Rhythm" |

### Best Vocal Performance / The Vocal Artist
| Năm  | Người chiến thắng | Người chiến thắng | Bài hát     |
| ---- | ----------------- | ----------------- | ----------- |
| 2018 | Nam               | Wanna One         | "Beautiful" |
| 2018 | Nữ                | Heize             | "jenga"     |

### Best Rap/Hip Hop Performance
| Năm  | Người chiến thắng | Bài hát         |
| ---- | ----------------- | --------------- |
| 2018 | iKon              | "Love Scenario" |

### Best Band Performance / The Band
| Năm  | Người chiến thắng | Bài hát    |
| ---- | ----------------- | ---------- |
| 2018 | Day6              | "Shoot me" |

### Best OST
| Năm  | Người chiến thắng | Bài hát                   | Kịch                  |
| ---- | ----------------- | ------------------------- | --------------------- |
| 2018 | Paul Kim          | "Every Day, Every Moment" | Should We Kiss First? |

## Giải thưởng đặc biệt

### MBC Plus Star Award
| Năm  | Người chiến thắng |
| ---- | ----------------- |
| 2018 | Wanna One         |

### Genie Music Popularity Award
| Năm  | Người chiến thắng |
| ---- | ----------------- |
| 2018 | BTS               |
| 2019 | BTS               |
| 2022 | Lim Young-woong   |

### Best Global Performance
| Năm  | Người chiến thắng |
| ---- | ----------------- |
| 2018 | Twice             |

## Giải thưởng khác

### Best Producer
| Năm  | Người chiến thắng |
| ---- | ----------------- |
| 2018 | Bang Si-hyuk      |

### Best Pop Artist
| Năm  | Người chiến thắng |
| ---- | ----------------- |
| 2018 | Charlie Puth      |

### Best Choreography
| Năm  | Người chiến thắng | Tác phẩm     |
| ---- | ----------------- | ------------ |
| 2018 | Son Sung-deuk     | BTS - "Idol" |